# 강경민 (번역가)
강경민은 튀르키예어, 영어 통번역가, 튀르키예 문학 번역가이다. 러시아 타타르스탄 공화국 카잔 연방 대학교에서 문화간 의사소통에서의 투르크어족(Тюркские языки в межкультурной коммуникации) 전공으로 문헌학 석사 학위를 받고, 동 대학교 국제관계대학 동방학대학원 알타이-투르크-중앙아시아학과에서 이론-응용-비교언어학 박사 학위 과정을 수료했다. (Высшая школа востоковедения - Восточный разряд, Кафедра алтаистики,  тюркских и центральноазиатских исследований, Теоретическая, прикладная и сравнительно-сопоставительная лингвистика)
KBS 《특파원 보고 세계는 지금》 등에서 러시아-타타르스탄 통신원, 터키어 통번역사로 활동하였으며, 역서로 [[얄바츄 우랄 (Yalvaç Ural)]](Yalvaç Ural)의 《고양이는 언제나 고양이였다》, 쥘 베른 원작의 《구석구석 명작 어드벤처: 80일간의 세계 일주》 등이 있다.